# Norton, Sheffield
Norton är en stadsdel i Sheffield, i distriktet Sheffield, i grevskapet South Yorkshire, i England. Norton var en civil parish fram till 1935 när blev den en del av Eckington. Denna civil parish hade 2 308 invånare år 1931. Byn nämndes i Domedagsboken (Domesday Book) år 1086, och kallades då Nortun/Nortune.